# Rhabdornis à tête striée
Rhabdornis mystacalis
Espèce
Synonymes
- Meliphaga mystacalis Temminck, 1825 (protonyme)
- Chlamydera mystacalis (Temminck, 1825)

Statut de conservation UICN

 LC  : Préoccupation mineure
Le Rhabdornis à tête striée (Rhabdornis mystacalis) est une espèce d'oiseaux de la famille des Sturnidae.

## Répartition
Cet oiseau est endémique des Philippines.

## Sous-espèces
Selon la classification de référence du Congrès ornithologique international (version 6.4, 2016), cet oiseau est représenté par 2 sous-espèces :
- Rhabdornis mystacalis mystacalis (Temminck, 1825) ;
- Rhabdornis mystacalis minor Ogilvie-Grant, 1896.